# Райгандж (город, Бангладеш)
Райгандж (бенг. রায়গঞ্জ, англ. Raiganj) — город на севере Бангладеш, административный центр одноимённого подокруга. Площадь города равна 2,62 км². По данным переписи 2001 года, в городе проживало 5468 человек, из которых мужчины составляли 51,41 %, женщины — соответственно 48,59 %. Плотность населения равнялась 2087 чел. на 1 км². Уровень грамотности населения составлял 36,8 % (при среднем по Бангладеш показателе 43,1 %).